# Hexatoma (Eriocera) helophila
Hexatoma (Eriocera) helophila is een tweevleugelige uit de familie steltmuggen (Limoniidae). De soort komt voor in het Afrotropisch gebied.